# Armée du district de l'Est (Japon)
L'armée du district de l'Est (東部軍管区, Tōbugunkanku) est une armée de l'armée impériale japonaise responsable de la défense de la région de Kantō et du nord de l'île de Honshū pendant la guerre du Pacifique.

## Commandants

### Officiers
|    | Nom                                    | De                | À                 |
| -- | -------------------------------------- | ----------------- | ----------------- |
| 1  | Général Yamanashi Hanzō                | 16 novembre 1923  | 20 août 1924      |
| 2  | Général Shinnosuke Kikuchi             | 20 août 1924      | 2 mars 1926       |
| 3  | Maréchal Nobuyoshi Mutō                | 2 mars 1926       | 28 juillet 1926   |
| 4  | Général Nen Isomura                    | 28 juillet 1926   | 10 août 1928      |
| 5  | Général Shikitaro Kishimoto            | 10 août 1928      | 1er août 1929     |
| 6  | Lieutenant Général Naotoshi Hasegawa   | 1er août 1929     | 22 décembre 1930  |
| 7  | Lieutenant Général Yasakichi Hayashi   | 22 décembre 1930  | 29 février 1932   |
| 8  | Lieutenant Général Kiyoshi Kihara      | 29 février 1932   | 18 mars 1933      |
| 9  | Lieutenant Général Noriyuki Hayashi    | 18 mars 1933      | 5 mars 1934       |
| 10 | Général Giichi Nishi                   | 5 mars 1934       | 2 décembre 1935   |
| 11 | Lieutenant Général Kōhei Kashii (en)   | 2 décembre 1935   | 2 avril 1936      |
| 12 | Lieutenant Général Koichi Iwakoshi     | 2 avril 1936      | 2 août 1937       |
| 13 | Général Kōtarō Nakamura                | 2 août 1937       | 23 June 1938      |
| 14 | Lieutenant Général Bunzaburō Kawagishi | 23 juin 1938      | 1er décembre 1939 |
| 15 | Lieutenant Général Shiro Inaba         | 1er décembre 1939 | 15 octobre 1941   |
| 16 | Général Shizuichi Tanaka               | 15 octobre 1941   | 24 décembre 1941  |
| 17 | Général Kōtarō Nakamura                | 24 décembre 1941  | 1er mai 1943      |
| 18 | Général Kenji Doihara                  | 1er mai 1943      | 22 mars 1944      |
| 19 | Général Keisuke Fujie                  | 22 mars 1944      | 9 mars 1945       |
| 20 | Général Shizuichi Tanaka               | 9 mars 1945       | 22 août 1945      |
| 21 | Général Kenji Doihara                  | 22 août 1945      | 23 septembre 1945 |
| 22 | Général Kenzo Kitano                   | 23 septembre 1945 | 30 novembre 1945  |

### Chef d'état-major
|    | Name                                    | From              | To                |
| -- | --------------------------------------- | ----------------- | ----------------- |
| 1  | Lieutenant Général Shinji Hata          | 17 novembre 1923  | 2 mars 1926       |
| 2  | Lieutenant Général Yataka Nakaoka       | 2 mars 1926       | 20 mai 1928       |
| 3  | Lieutenant Général Okiie Usami          | 30 mai 1928       | 1er août 1929     |
| 4  | Lieutenant Général Toranosuke Hashimoto | 1er août 1929     | 1er août 1931     |
| 5  | Major Général Shozo Shima               | 1er août 1931     | 18 mars 1933      |
| 6  | Lieutenant Général Kamezo Odaka         | 18 mars 1933      | 1er août 1935     |
| 7  | Lieutenant Général Touji Yasui          | 1er août 1935     | 2 août 1937       |
| 8  | Général Teiichi Yoshimoto               | 2 août 1937       | 20 juin 1938      |
| 9  | 15 juillet 1938                         | 9 mars 1939       |                   |
| 10 | Lieutenant Général Takuma Nishimura     | 9 mars 1939       | 5 septembre 1940  |
| 11 | Lieutenant Général Haruki Isayama       | 5 septembre 1940  | 28 juin 1941      |
| 12 | Major Général Suguru Kitajima           | 28 juin 1941      | 29 septembre 1942 |
| 13 | Lieutenant Général Eiichi Tatsumi       | 30 septembre 1942 | 1er mars 1945     |
| 14 | Major Général Tatsuhiko Takashima       | 1er mars 1945     | 30 novembre 1945  |

## Source de la traduction
- (en) Cet article est partiellement ou en totalité issu de l’article de Wikipédia en anglais intitulé « Eastern District Army (Japan) » (voir la liste des auteurs).